# 滑鐵盧區
滑铁卢地区自治体（英語：Regional Municipality of Waterloo），简称滑铁卢区或滑铁卢地区（Waterloo Region）是加拿大安大略省南部一個地方行政區。滑鐵盧區的行政中心位於基秦拿市，管轄範圍亦包括滑鐵盧市和劍橋市等城鎮。滑鐵盧區的面積有1,382平方公里，2011年人口有507,096。

## 轄區
| 轄區           | 英文名稱 | 2011年人口 |
| -------------- | -------- | ---------- |
| 基秦拿市       |          | 219,153    |
| 劍橋市         |          | 126,748    |
| 滑鐵盧市       |          | 98,780     |
| 胡域治鄉       |          | 23,145     |
| 威爾默特鄉     |          | 19,223     |
| 衛斯理鄉       |          | 10,713     |
| 北登姆菲里斯鄉 |          | 9,334      |

## 歷史
為了報答易洛魁聯盟六大部族於美國獨立戰爭期間效忠英方，英國政府於1784年將格蘭河（Grand River）沿岸一帶的土地給予該六大部族。到1798年，六大部族已售出當中三個地段，而這些地段亦於1816年分別設為滑鐵盧鄉、胡域治鄉和登姆菲里斯鄉。
另一方面，美國獨立後，原居於賓夕法尼亞州的德裔門諾會教徒擔心他們會受到逼害，而有見上加拿大當局保證移民能享有宗教自由並有大量廉價土地出售，部分賓州門諾會家庭遂從1790年代起移居此處，到1800年亦出現當地首個永久性非原住民聚落。隨著此聚落陸續增長，該帶逐漸形成一個具規模的村落，並於1833年以當時的普魯士王國首都為名設立柏林村鎮（即現基秦拿市）。
滑鐵盧縣正式於1853年1月24日成立，縣治設於柏林，範圍並包括原屬威靈頓、滑鐵盧暨格雷聯合縣的四個鄉（滑鐵盧、衛斯理、威爾默特和胡域治）、北登姆菲里斯鄉（從登姆菲里斯鄉分拆而成）、以及加爾特村和普雷斯頓村。
基秦拿、滑鐵盧和加爾特三市在1960年代前已從滑鐵盧縣分拆出來，造成滑鐵盧縣分化，並為區内城鎮和縣政府在多個範疇的協調上帶來難度。有見及此，縣政府於1965年成立滑鐵盧縣地區規劃局以應付這些問題，但成效並不顯著。另一方面，安省政府於1960年代改革其地方行政架構，並針對省内都市發展漸具規模的地區而增設地區自治體（regional municipality）此行政區劃，以便這些地區應付交通、警力、食水供應、污水處理、土地用途規劃等牽涉多個城鎮的範疇。滑鐵盧縣遂於1966年致函省地方行政事務廳長，要求就如何改革滑鐵盧縣的地方行政架構作研究。省政府遂委任女王大學的法夫博士就此進行研究，法夫博士並於1970年向省府提交報告，提出兩項建議：
- 保留基秦拿和滑鐵盧兩市從滑鐵盧縣獨立的地位，並將滑鐵盧縣餘下的部分重組成擁有更多權力的縣級行政架構；
- 或者將基秦拿和滑鐵盧兩市併回滑鐵盧縣，並改組滑鐵盧縣的架構。

省政府於1971年決定採取第二個方案，將滑鐵盧縣改組成地區自治體，並改稱滑鐵盧區。滑鐵盧區於1973年正式成立，由下列城鎮改組而成：
- 普雷斯頓、赫斯佩勒、加爾特、以及滑鐵盧鄉和北登姆菲里斯鄉的部分地段合併成新的劍橋市；
- 基秦拿和滑鐵盧兩市各自從滑鐵盧鄉吞併部分地段；
- 新漢堡併入威爾默特鄉；
- 衛斯理村併入衛斯理鄉；
- 阿爾併入北登姆菲里斯鄉；
- 埃爾邁拉以及滑鐵盧鄉的剩餘部分併入胡域治鄉。

## 人口統計
歷年人口：
- 2001年：438,515
- 1996年：405,435

滑鐵盧區是安大略省西南部增長速度最快的地區之一，預料區内人口到2031年將達729,000。而由於此地離大多倫多地區不遠，加上區内的大學和科技行業招徠，令區内人口在近年亦呈多樣化。據2006年人口普查所示，移民佔區内總人口22.3%。

## 政府
滑鐵盧區的決策機關為滑鐵盧區議會，由16名成員組成，當中包括一名地區主席（Regional Chair）、區内7個城鎮的首長、以及另外8名議員（4人代表基秦拿市、2人代表劍橋市、2人代表滑鐵盧市）。地區主席一職從1997年地方選舉起由滑鐵盧區選民直選產生，在此之前則由區議會議員委任而成。

## 教育
滑鐵盧區的公立中小學由下列機構營運：
- 滑鐵盧區教育局（Waterloo Region District School Board）負責營運區內的英語公立中小學
- 滑鐵盧天主教教育局（Waterloo Catholic District School Board）負責營運區內的英語天主教公立中小學
- 維亞蒙德教育局（Conseil scolaire Viamonde）負責營運區內的法語公立學校
- 中南部天主教教育局（Conseil scolaire de district catholique Centre-Sud）負責營運區內的法語天主教公立中小學

滑鐵盧區内的高等院校有滑鐵盧大學、威爾弗里德·勞雷爾大學和康尼斯托加學院（Conestoga College）。

## 經濟

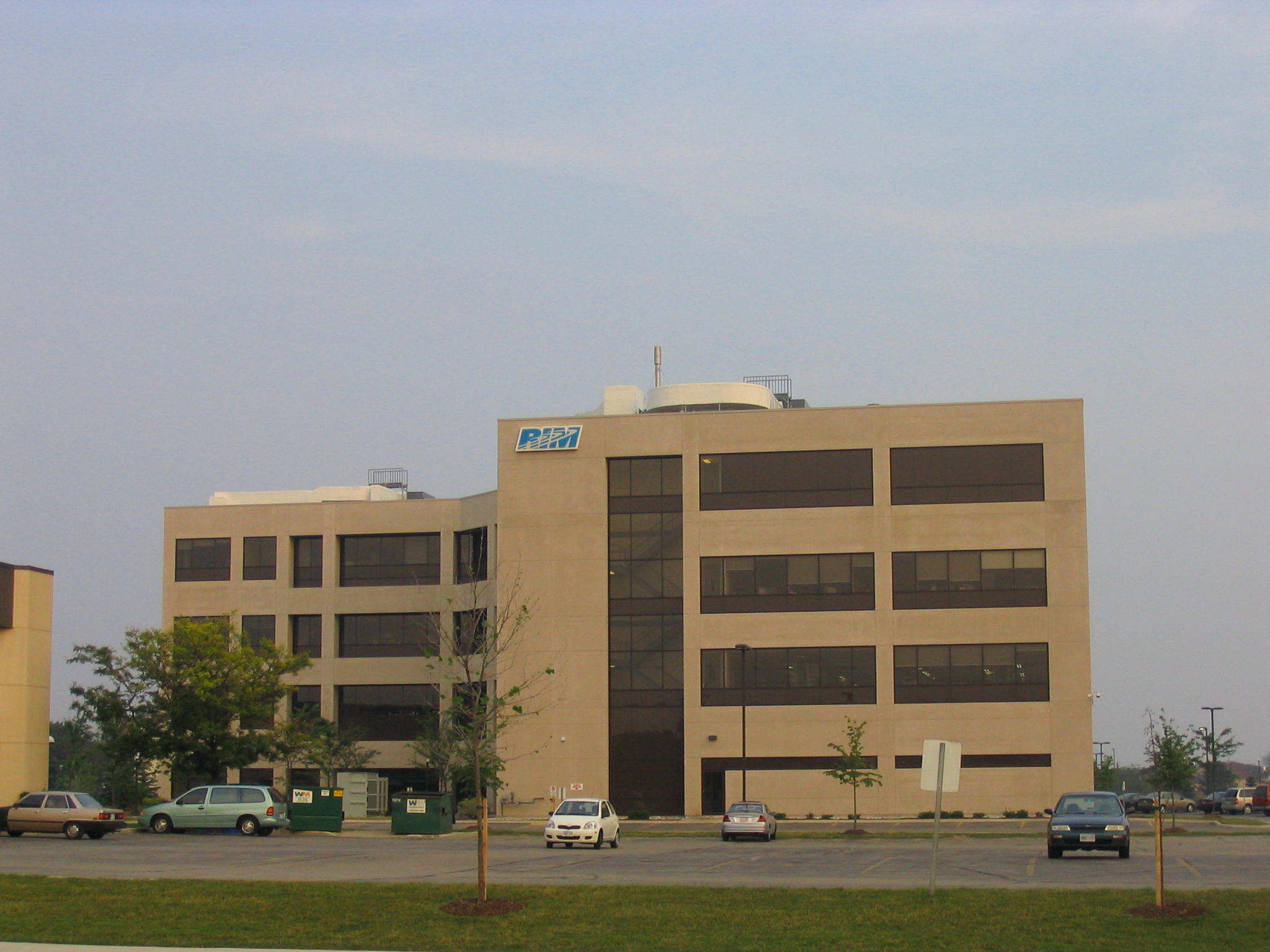
黑莓公司位於滑鐵盧市的總部（該樓現已易手滑鐵盧大學)

受滑鐵盧大學和威爾弗里德·勞雷爾大學兩所院校帶動，滑鐵盧區的高科技產業於近年發展迅速。區内主要僱主包括：
- 黑莓公司（8,000名僱員[13]）
- 滑鐵盧區教育局（5,000名僱員）
- 加拿大豊田汽車（4,300名僱員）
- 滑鐵盧大學（3,500名僱員）
- 宏利金融（3,300名僱員）
- 永明金融（3,300名僱員）
- 格蘭河醫院（2,200名僱員）
- ATS Automation Tooling Systems（1,800名僱員）
- 基秦拿市政府（1,700名僱員）

## 交通

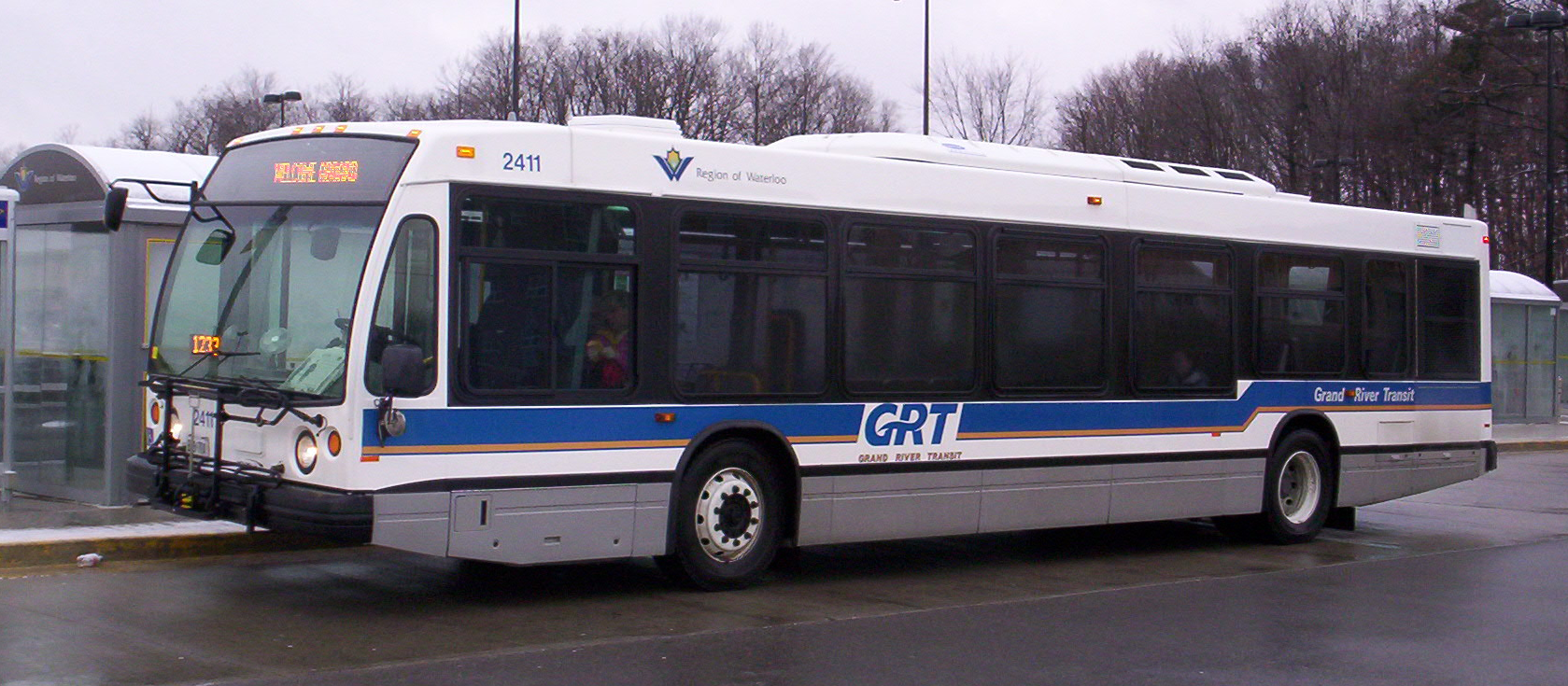
格蘭河交通局巴士

滑鐵盧區的公共交通服務自2000年起由格蘭河交通局（GRT）營運；該機構是由劍橋交通局和基秦拿交通局合併而成。滑鐵盧區政府現正興建一條輕型鐵路綫連接滑鐵盧、基秦拿和劍橋三市心臟地帶，當中連接滑鐵盧市和基秦拿市的第一期路段暫定於2018年初開通。
城際鐵路服務是由維亞鐵路提供，現時每天有4班來往薩尼亞和多倫多的列車停靠基秦拿火車站.該車站亦為GO通勤鐵路基秦拿線的總站，工作日提供通勤鐵路服務來往多倫多市中心。
陸路交通方面，安大略省的交通大動脈401號公路大致呈東西向貫穿滑鐵盧區，東通多倫多以至魁北克省邊界，西至溫莎市和美國密芝根州底特律。區内其它省道還包括7號、8號和85號公路，而該三條省道亦於不同路段構成康尼斯托加園林公路（Conestoga Parkway）。此外，滑鐵盧區政府亦負責管理和維修轄下一系列區道。
位於布雷斯勞（Breslau）的滑鐵盧區國際機場屬滑鐵盧區政府所有，提供有限度民航服務。

## 媒體
CTV電視網的基秦拿分台CKCO是滑鐵盧區唯一一間本地免費電視台。加拿大其它電視網（如加拿大國營頻道、加拿大法語頻道、環球電視、以及安省的省營教育電視台TVOntario）則於區内設置發射站轉播其多倫多分台的訊號。此外，羅渣士有線電視公司亦於區内營運有線社區電視頻道，而區内亦有多條電台頻道。
區内的主要報章為《滑鐵盧區紀事報》（The Record）。

## 外部連結
- 滑鐵盧區官方網頁 （页面存档备份，存于）